# 渭南师范学院
渭南师范学院，简称渭师院，是一所位于中国陕西省渭南市的公立大学，学科涵盖理学、文学、工学、历史学、管理学、教育学、经济学、法学、艺术学，具有学士学位授予权。学校现有朝阳、西岳、汉马、富平四个校区。校园建筑面积86.77万平方米。

## 校史
渭南师范学院始于1923年建立的赤水职业学校，是中国共产党创建的第一所高校,经历了原渭南师范学院、渭南师范专科学校、渭南教育学院和渭南五七大学等阶段，2000年3月由原渭南师范专科学校和原渭南教育学院合并组建而成。
原渭南师范专科学校前身是1960年成立的“陕西省渭南师范学院”，校址在渭南市南郊，同年更名为“渭南师范学院”，1962年因经济困难停办，改组为渭南中学教师培训机构。1978年12月28日，经国务院批准，国家教育部《关于同意恢复和增设一批普通高等学校的通知》同意在陕西师范大学渭南专修科基础上建立渭南师范专科学校。
原渭南教育学院是一所公立教师培训学校。

## 现状
学院现有四个校区（朝阳校区、西岳校区、汉马校区和富平校区）。下设16个二级学院、63个本科专业，其中有1个国家级特色专业，3个省级特色专业，2个省级重点学科，6门省级精品课程，1门省级双语教学示范课程，2个省级实验教学示范中心，2个省级教学团队，2个省级人才培养模式创新实验区，1个省级哲学社会科学重点研究基地 等。

## 院系设置
1. 人文学院
2. 马克思主义学院
3. 教育科学学院
4. 外国语学院
5. 音乐学院
6. 美术学院
7. 传媒学院
8. 计算机学院
9. 数学与统计学院
10. 物理与电气工程学院
11. 化学与材料学院
12. 环境与生命科学学院
13. 经济与管理学院
14. 体育学院
15. 莫斯科艺术学院
16. 继续教育学院

## 友好学校
- 培材大学
- 美国猶他州立大學
- 新西兰克赖斯特彻奇综合技术学院（英语：Christchurch Polytechnic Institute of Technology）